# Bobeta, ilusión y despertar
 Bobeta, ilusión y despertar  es una película de Argentina dirigida por Jorge Pantano según su propio guion que cuya producción se inició en 1972, se suspendió y luego se filmó en 16 mm. en 1973, se compaginó en 1974 y se le puso sonido en 1975 pero no pudo exhibirse porque la copia no estaba en condiciones técnicas de ser pasada.

## Sinopsis
Se trataba de una película experimental cuya banda de sonido no contenía palabras sino, solamente, ruidos de todo tipo.
En 1979 su director Jorge Pantano fue nominado al premio Montgolfiere de Oro en el Festival de Tres Continentes de Nantes, Francia por su filme posterior Las travesuras de Cepillo.